# Narváez-expedíció

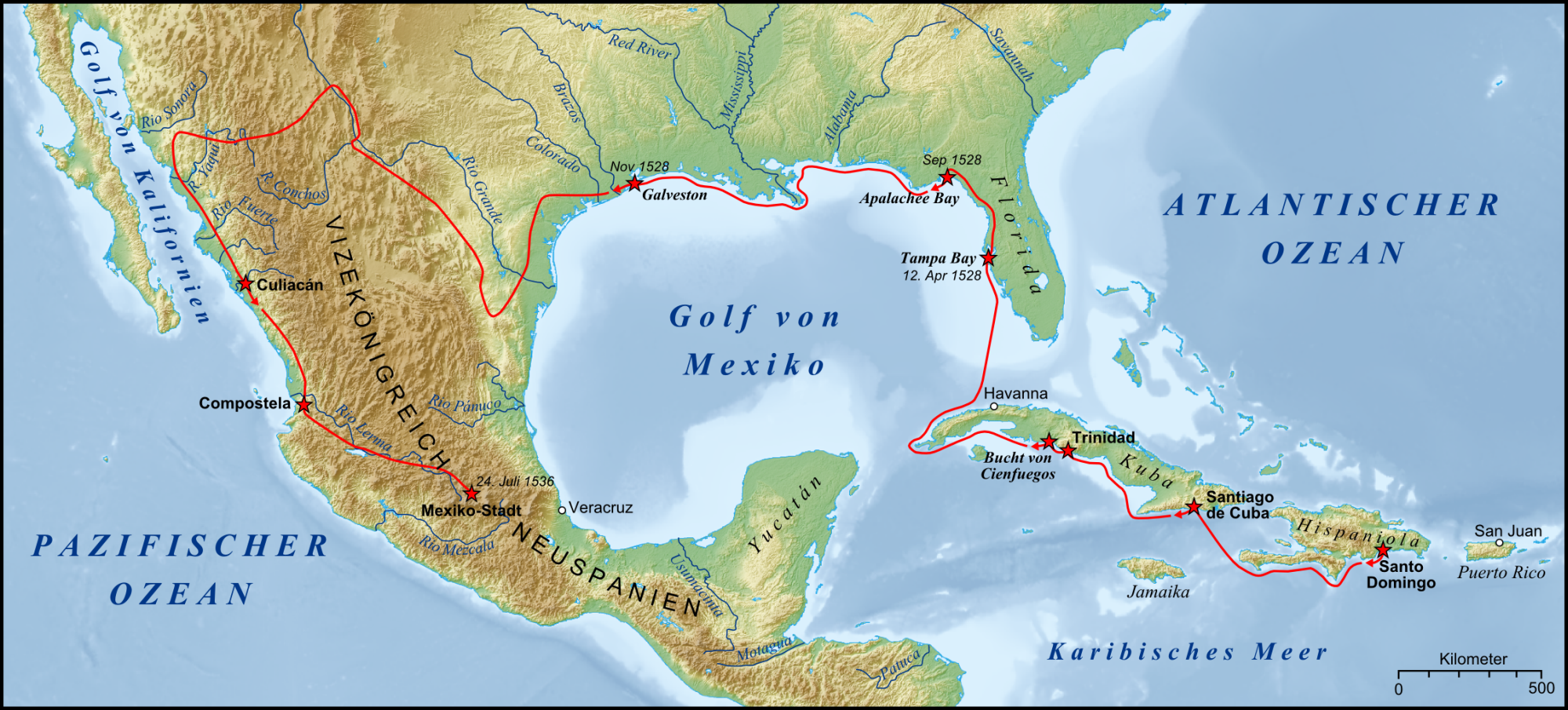
A Narváez-expedíció hozzávetőleges útvonala Santo Domingóból. Cabeza de Vaca, Alonso del Castillo Maldonado, Andrés Dorantes de Carranza és Estevanico 1528 novemberében indult el Galvestonból, indiánok kíséretében, hogy nyolc évvel később jussanak Mexikóvárosba

A Narváez-expedíció katasztrofális kimenetelű spanyol kutató és gyarmatosító utazás volt, amely azzal a céllal indult 1527-ben, hogy gyarmati telepeket és helyőrségeket hozzon létre Floridában. Indulásakor az expedíciót Pánfilo de Narváez vezette, ő azonban 1528-ban meghalt. Ahogy az eredetileg mintegy hatszáz főt számláló, főleg spanyolokból, portugálokból, görögökből  és olaszokból álló csapat egyre nyugatabbra hatolt az Öböl-part mentén a mai amerikai Délnyugat felé, egyre többen haltak meg. Az expedíciónak csak négy tagja jutott el élve Mexikóvárosba, 1536-ban. Ők voltak az első ismertté vált európaiak és afrikaiak, akik látták a Mississippi folyót, és áthaladtak a Mexikói-öböl vidékén, illetve a mai Texason.

## Fordítás
- Ez a szócikk részben vagy egészben  a   Narváez expedition című angol Wikipédia-szócikk ezen változatának fordításán alapul.  Az eredeti cikk szerkesztőit annak laptörténete sorolja fel. Ez a jelzés csupán a megfogalmazás eredetét és a szerzői jogokat jelzi, nem szolgál a cikkben szereplő információk forrásmegjelöléseként.